# Neschastny Sloutchaï

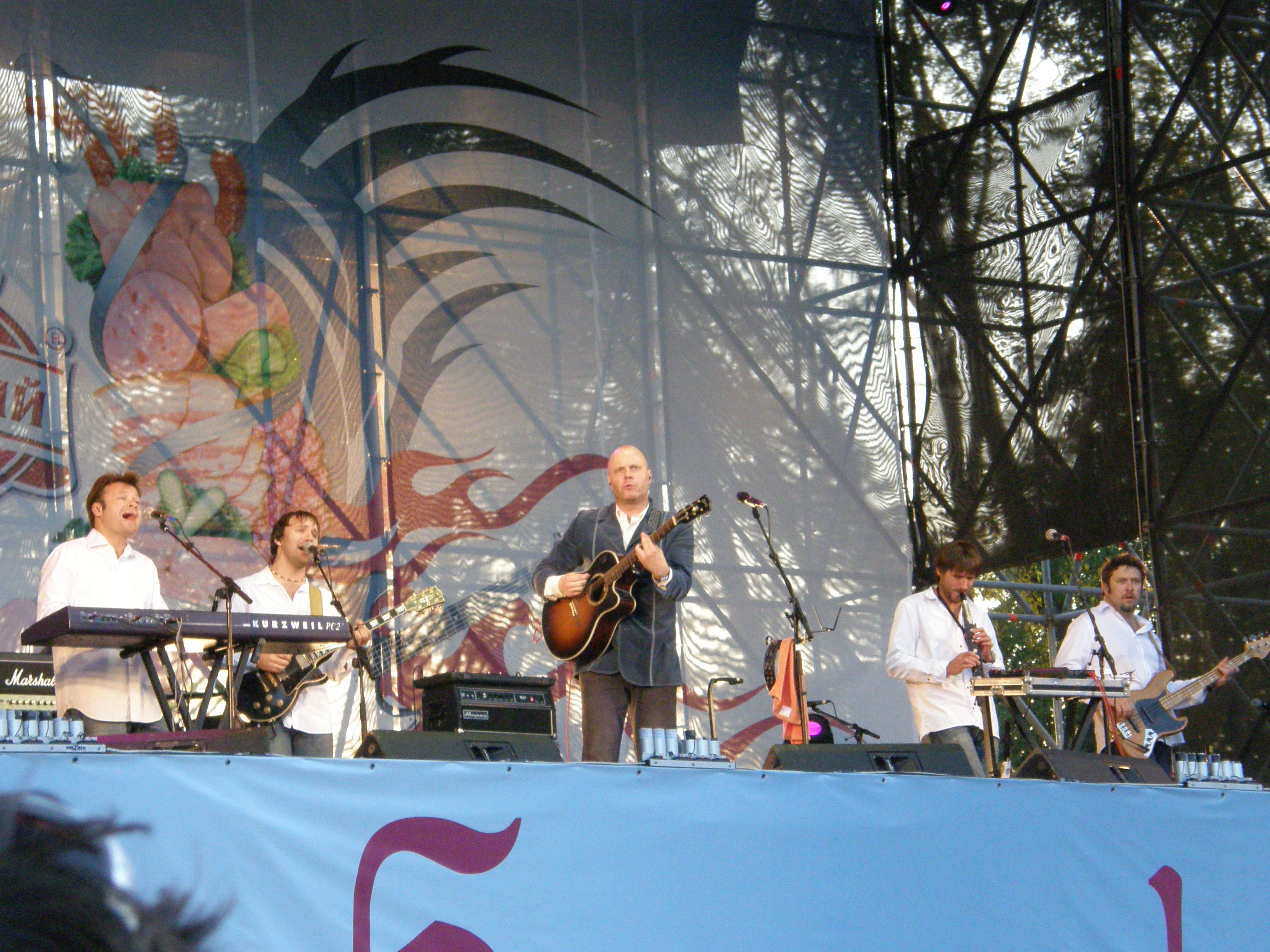
Neschastny Sloutchaï sur scène en 2010.

Neschastny Sloutchaï (en russe : Несчастный случай, « incident malheureux ») est un groupe de rock russe formé en 1983. 